# Зал российской теннисной славы
Зал росси́йской те́ннисной сла́вы, созданный в Санкт-Петербурге, представляет собой галерею развития российского тенниса. Зал был организован в офисе St. Petersburg Open, с осени 2006 года переехал в студию НТВ+ Спорт (Москва). Предполагается, что Зал станет базой для будущего музея российского тенниса.
Создан 27 октября 2002 года в рамках проведения теннисного турнира St. Petersburg Open по инициативе журналиста Заирбека Мансурова и при активном содействии директора турнира Михаила Рыдника. Автор наградной золотой статуэтки — дизайнер Давид Авакян.
В зале расположены портреты и уменьшенные копии дипломов лауреатов С 2006 года церемонии чествования проводятся телекомпанией НТВ+
.
На сайте Зала сообщается, что в связи с началом вооруженной агрессии России против Украины (оккупация Крыма) работа Зала российской теннисной славы была приостановлена.

## Лауреаты
С 2002 года лауреатами стали более четырёх десятков выдающихся деятелей российского тенниса. Членам зала вручаются памятные статуэтки и специальные дипломы (см. www.rustennisfame.com). С 2008 г. лауреаты Зала определяются в пяти номинациях:
- «Пионеры отечественного тенниса»
- «Теннисисты и деятели тенниса середины XX века» (с 2006 года; в 2010 году не избирались)
- «Игроки и деятели тенниса второй половины XX века»
- «Современные мастера»
- «Лучший тренер» (с 2008 года).

С 2002 по 2005 год существовала номинация «Игроки и деятели тенниса первой половины XX века», но затем она была объединена с «Пионерами отечественного тенниса». После 2009 года была также отменена номинация «Теннисисты и деятели тенниса середины XX века».
Согласно положению, в Зал могут быть выбраны отечественные спортсмены и деятели тенниса в возрасте не моложе 30 лет, в том числе теннисисты СССР, имеющие на своём счету выступления за сборные СССР или России в официальных турнирах.
Ниже приведён список лауреатов Зала славы по годам включения:
| Год  | Лауреаты                       | Лауреаты                                         | Лауреаты                                      | Лауреаты                                         | Лауреаты                           | Лауреаты         |
| Год  | Пионеры отечественного тенниса | Игроки и деятели тенниса первой половины XX века | Теннисисты и деятели тенниса середины XX века | Игроки и деятели тенниса второй половины XX века | Современные мастера                | Тренеры          |
| ---- | ------------------------------ | ------------------------------------------------ | --------------------------------------------- | ------------------------------------------------ | ---------------------------------- | ---------------- |
| 2002 | Михаил Сумароков-Эльстон       | -                                                | -                                             | Александр Метревели Шамиль Тарпищев              | Евгений Кафельников                | -                |
| 2003 | Артур Макферсон                | Нина Теплякова                                   | -                                             | Николай Озеров Борис Ельцин (почетный лауреат)   | Андрей Чесноков                    | -                |
| 2004 | братья Георгий и Владимир Брей | Евгений Кудрявцев                                | -                                             | Анна Дмитриева                                   | Андрей Ольховский                  | -                |
| 2005 | Александр Аленицын             | Борис Новиков                                    | -                                             | Сергей Андреев                                   | Александр Волков                   | -                |
| 2006 | Эдуард Негребецкий             | -                                                | Лариса Преображенская                         | Ольга Морозова                                   | Лариса Савченко                    | -                |
| 2007 | Софья Мальцева                 | -                                                | Валерия Кузьменко-Титова                      | Сергей Лихачёв                                   | Андрей Черкасов                    | -                |
| 2008 | Лев Урусов                     | -                                                | Семён Белиц-Гейман                            | Теймураз Какулия                                 | Вадим Борисов                      | Валерий Шишкин   |
| 2009 | Вячеслав Мультино              | -                                                | Галина Коровина                               | Тоомас Лейус                                     | Наталья Зверева                    | Рауза Исланова   |
| 2010 | Зинаида Клочкова               | -                                                | -                                             | Андрей Потанин                                   | Марат Сафин Елена Лиховцева        | Анатолий Лепёшин |
| 2011 | Евгений Корбут                 | -                                                | -                                             | Марина Крошина                                   | Елена Дементьева Анастасия Мыскина | Борис Собкин     |
| 2012 | Николай Иванов                 | -                                                | -                                             | Вячеслав Егоров                                  | Николай Давыденко Михаил Южный     | Эдуард Давыденко |
| 2013 | Наталья Ветошникова            | -                                                | -                                             | Анатолий Волков                                  | Игорь Андреев Надежда Петрова      | Татьяна Наумко   |
| 2014 | Надежда Мартынова-Данилевская  | -                                                | -                                             | Владимир Коротков                                | Дмитрий Турсунов Вера Звонарёва    | Виктор Янчук     |
| 2015 | Татьяна Налимова               | -                                                | -                                             | Александр Михайлович Зверев                      | Светлана Кузнецова Анна Курникова  | Святослав Мирза  |

1. ↑  14 мая 2022 года на сайте Зала российской теннисной славы за подписью Заирбека Мансурова появилась информация о том, что Тарпищев исключается из списка лауреатов ЗРТС, его диплом под № 3 аннулируется, а врученная ему золоченная статуэтка подлежит возврату в Зал cлавы[4].

## Жюри
- Председатель Большого жюри — президент Федерации тенниса России Шамиль Тарпищев.
- В разные годы членами Жюри были:
  - известная советская теннисистка, телекомментатор НТВ+ Анна Дмитриева
  - известный советский теннисист, телекомментатор НТВ+ Александр Метревели
  - кинорежиссёр, экс-президент Всероссийской теннисной ассоциации Никита Михалков
  - президент Федерации тенниса Северо-Западного региона России Владимир Шамахов
  - почетный президент Федерации тенниса Москвы Олег Корнблит
  - журналист Виталий Яковенко
  - телекомментатор Эрнест Серебренников
  - тренер Елена Комарова
  - спортивный комментатор Юрий Дарахвелидзе
  - исполнительный директор Зала — журналист, главный редактор информационных программ турнира «St.Petersburg Open» Заирбек Мансуров.

Также существует комиссия экспертов, занимающаяся выборами членов Зала славы.